# TC Matic (album)
TC Matic  is de debuut-lp van de Belgische rockgroep TC Matic uit 1981. Het bevat met Oh La La La een van de populairste en invloedrijkste nummers uit de Vlaamse muziekgeschiedenis.

## Tracklist
1. Bye Bye Till The Next Time
2. L'Union Fait La Force
3. With You
4. Stop Rock
5. The Parrot Brigade
6. I'm Not Like That
7. Give Them A Leader
8. Viva Boema
9. Oh La La La
10. Pitié Pour Lui

## Meewerkende artiesten
- Arno Hintjens (harmonica, zang)
- Ferre Baelen (basgitaar)
- Jean-Marie Aerts (elektrische gitaar, gitaar)
- Rudy Cloet (drums)
- Serge Feys (keyboards, klavier)